# 빈롱 (빈프억성)
빈롱 시사(베트남어: Thị xã Bình Long / 市社平隆)는 베트남 빈프억성의 티싸(시사)이다.

## 행정 구역
빈롱 시사에는 4개 방(坊)과 2개 사(社)가 있다.

### 방
- 안록 (An Lộc / 安祿)
- 흥찌엔 (Hưng Chiến / 興戰)
- 푸득 (Phú Đức / 富德)
- 푸틴 (Phú Thịnh / 富盛)

### 사
- 타인르엉 (Thanh Lương / 淸凉)
- 타인푸 (Thanh Phú / 淸富)

## 갤러리

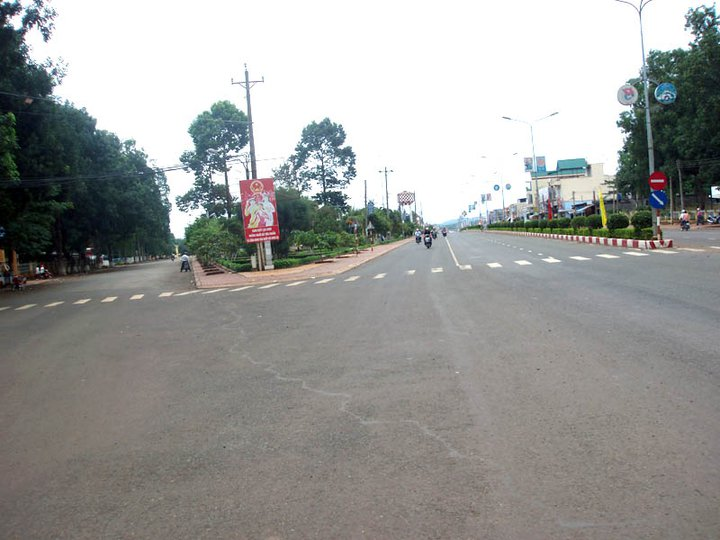
빈롱 시사 거리
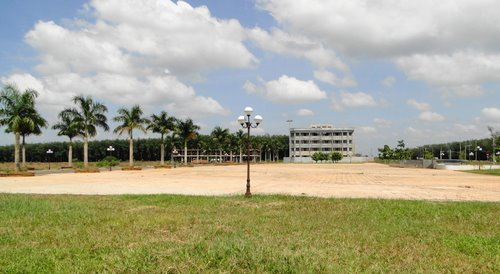
빈롱 시사 무역 센터
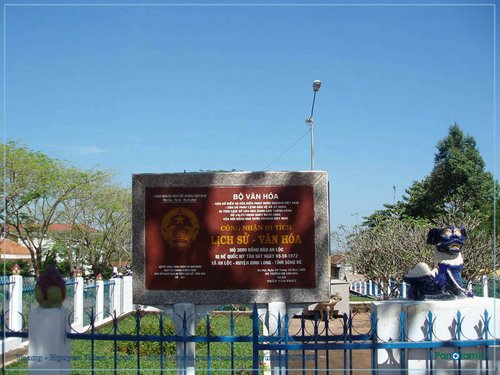
3000인묘
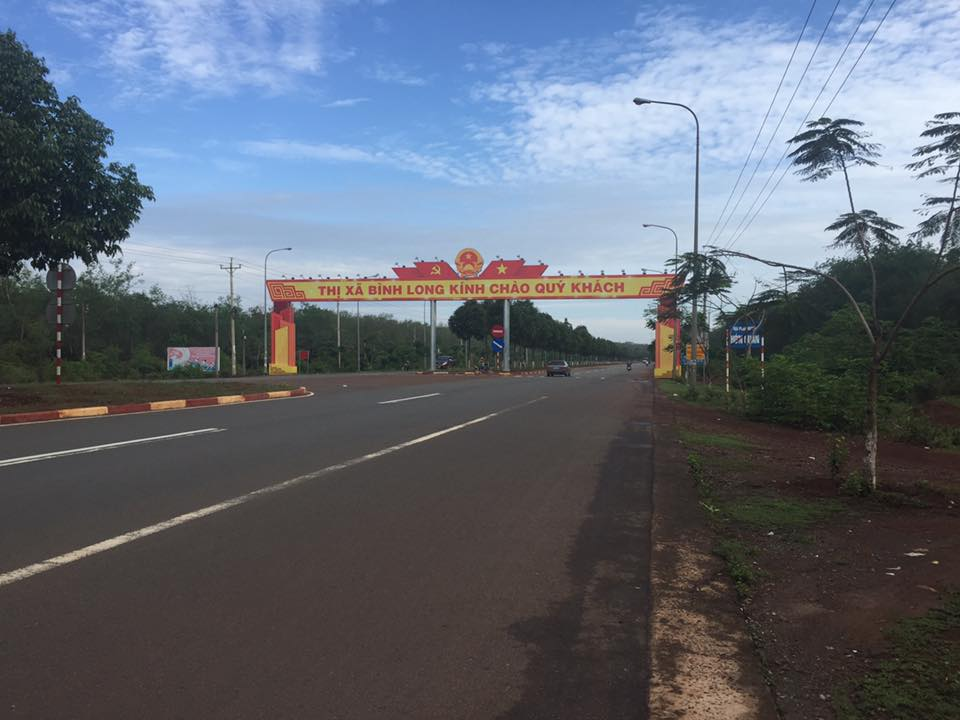
빈롱사 시작 안내판

## 같이 보기
- 베트남 공화국